# آلکساندر آراکسمانیان
آلکساندر آرمنی آراکسمانیان (ارمنی: Ալեքսանդր Արաքսմանյան (Ալեքսանդր Արմենի Մանուկյան؛  زادهٔ ۳ ژوئن ۱۹۱۱ - درگذشته ۱۲ مارس ۱۹۸۲) نمایش‌نامه‌نویس، نثرنویس، روزنامه‌نگار، فیلم‌نامه‌نویس، منتقد ادبی و ویراستار اهل ارمنستان بود.

## زندگی‌نامه
وی با نام اصلی آلکساندر مانوکیان (ارمنی: Ալեքսանդր Արմենի Մանուկյան) در ۳ ژوئن ۱۹۱۱ در آلکساندراپول به دنیا آمد و در تفلیس تحصیل نمود. وی قبل از اینکه در سال ۱۹۴۳ در ایروان سکونت گزیند در مکان‌های مختلفی تدریس نمود. از سال ۱۹۶۸ تا ۱۹۷۳ وی به عنوان ویراستار با گاهنامه اکران، ویژه سینما همکاری نمود. وی در فرهنگستان دولتی تئاتر سوندوکیان و های‌فیلم فعالیت می‌کرد. وی عضو اتحادیه نویسندگان شوروی بود. همچنین برندهٔ جوایزی همچون نشان پرچم سرخ کار، نشان دوستی خلق و چهره هنری شایسته ارمنستان شوروی شده‌است. وی در ۱۲ مارس ۱۹۸۲ در سن ۷۰ سالگی در یالتا درگذشت و در ایروان به خاک سپرده شد.

## نگارخانه

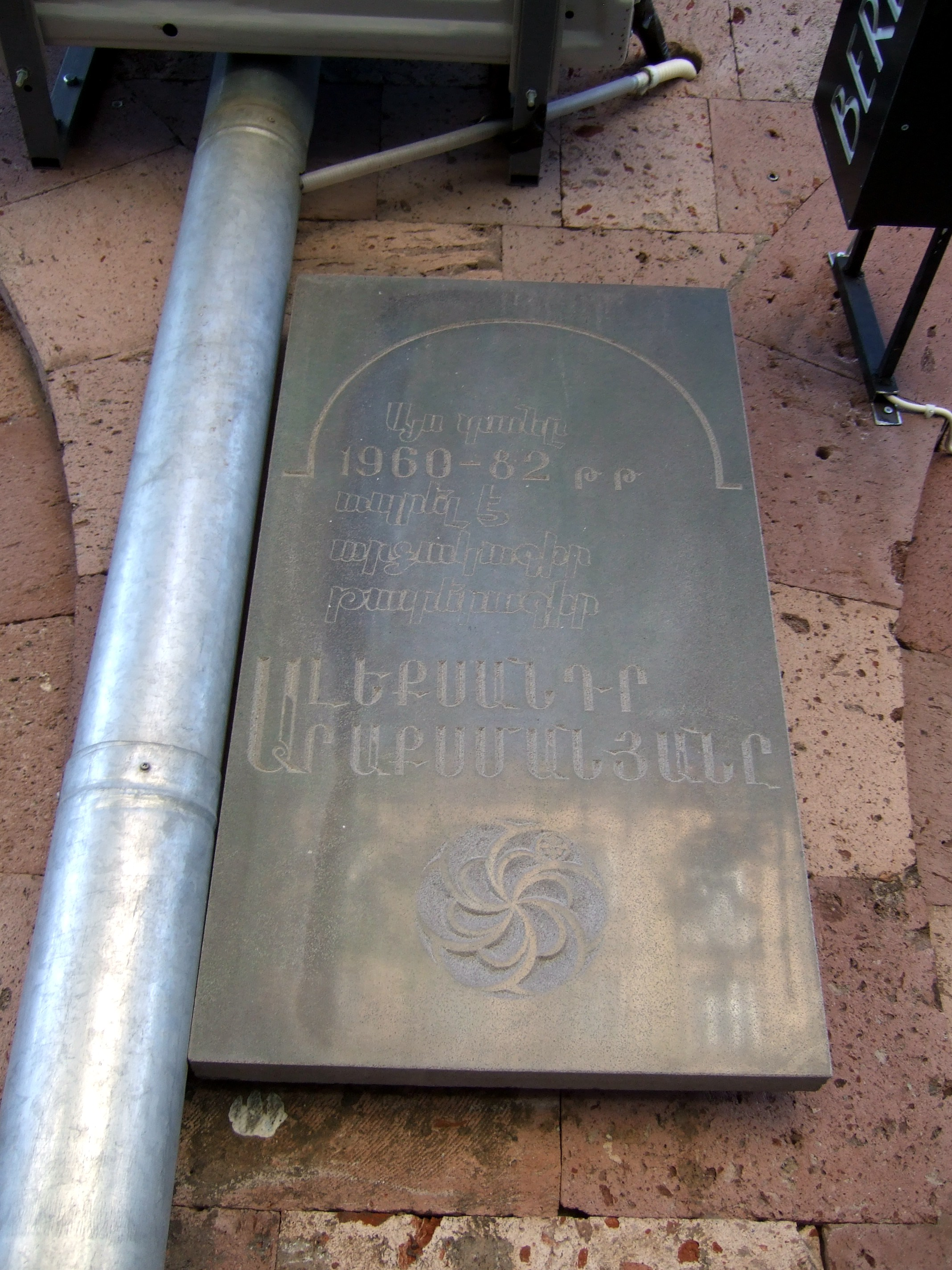